# Национален център за суперкомпютърни приложения
Националният център за суперкомпютърни приложения, наричан още Български суперкомпютърен център, е научна организация в България.
Създаден е с цел насърчаване и регулиране на научната дейност в областта на паралелната обработка на информация. Открит е през септември 2008 г.
Центърът работи в сътрудничество с БАН и столичните университети ТУ, СУ и МУ по проекти, изискващи огромна изчислителна мощ – симулации на биологически, физически и други модели. Разполага със суперкомпютър, който към момента на внедряването му през 2008 г. заема 127-мо място в класацията на TOP500 за най-високопроизводителни суперкомпютри в света, в класацията от ноември 2009 г. е на 379-то място,, но е вече извън първите 500 през август 2010 г.
Центърът представлява България в европейската мрежа от суперкомпютри Partnership for Advanced Computing in Europe (PRACE).

## Суперкомпютър
Суперкомпютърът, който функционира към центъра, с архитектура Blue Gene, е закупен от IBM за 4,2 млн. лева. За него са закупени и софтуерни приложения, но се използват и такива, които са безплатни за академични цели. Компютърът се намира в Българския суперкомпютърен център, разположен в Изпълнителна агенция „Електронни съобщителни мрежи и информационни системи“ на Министерството на транспорта, информационните технологии и съобщенията на България.
Конфигурация
Суперкомпютърът има следните параметри:
- архитектура Blue Gene
- 2048 броя PowerPC 450 процесора – 32-битови, 850 MHz с 4 ядра
- 4 TB оперативна памет
- 16 входно-изходни възела
- 12 TB дисково пространство
- максимална производителност по LINPACK: Rmax = 23.42 Tflop